# Moses Lake North
 (septembre 2022).
Moses Lake North  est une census-designated place américaine de l'État de Washington dans le comté de Grant. 
La population était de 4 050 habitants en 2020.